# Cristin Milioti
Cristin Milioti (Cherry Hill, Nueva Jersey, 16 de agosto de 1985) es una actriz y cantante estadounidense. Ha trabajado principalmente en obras teatrales de Broadway. En 2010 protagonizó la obra teatral That Facey recibió una nominación al premio Lucille Lortel como mejor actriz principal por su trabajo en Stunning. En 2012, Cristin recibió una nominación a los Premios Tony por su papel como actriz principal en el musical Once.Su última actuación como 'Girl' en Once fue el 24 de marzo de 2013. 
El 14 de mayo de 2013 Carter Bays y Craig Thomas, cocreadores de How I Met Your Mother, confirmaron que interpretaría el papel de  la madre en la serie (identidad oculta durante 8 temporadas, y cuyo descubrimiento ha sido siempre el motivo principal de dicha serie).

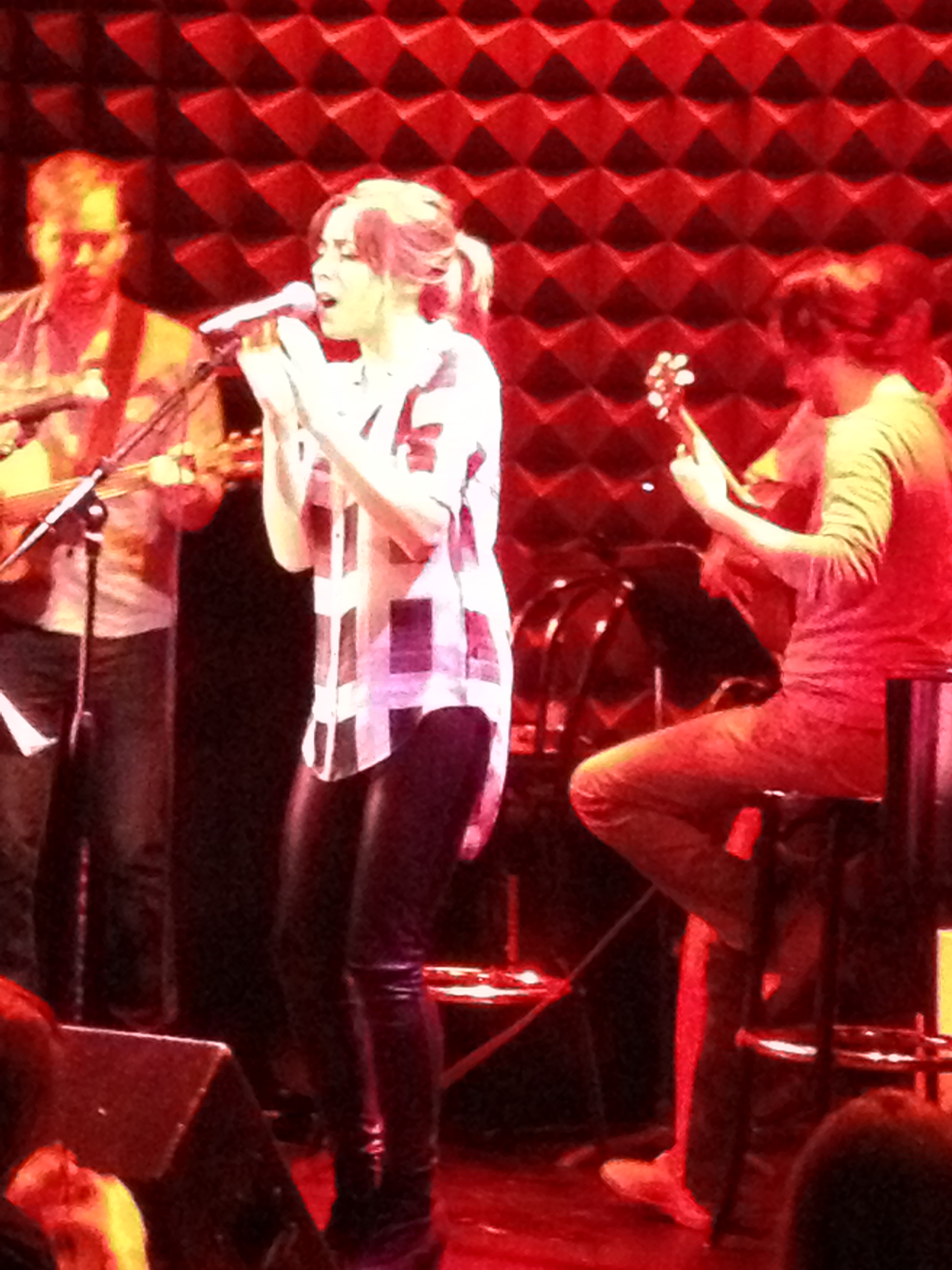
Milioti cantando en el Joe's Pub en Nueva York.

 El 2 de octubre de 2014, inicia una nueva serie llamada A to Z, donde interpreta a la protagonista Zelda Vasco. Sin embargo, tras los pobres resultados de audiencia, la NBC decide cancelar la serie dejándola en un total de 13 capítulos.[cita requerida]
Participó en la serie Black Mirror, en el primer capítulo de la temporada 4, como Nannette. También interpretó a Sofia Falcone en la serie El Pingüino, papel por el cual ganó un Premio de la Crítica Televisiva y fue nominada a los premios Globo de Oro y Emmy.

## Biografía
Nació en Cherry Hill, Nueva Jersey. Acudió al instituto Cherry Hill High School East, graduándose en 2003. Después tomó clases de interpretación en la Universidad de Nueva York. Consiguió pequeños papeles en campañas publicitarias a nivel nacional, destacando la llevada a cabo por Ford Edge. En teatro trabajó principalmente en Broadway. También apareció en televisión en programas como 30 Rock y películas como Greetings from the Shore. Desde 2013 se la conoce como la madre en la serie How I Met Your Mother.
En 2015 participa en un papel secundario en la segunda temporada de la serie televisiva Fargo, de la cadena FX, interpretando a Betsy Solverson, esposa del oficial de policía Lou Solverson (Patrick Wilson).

## Filmografía

### Teatro
- The Devil's Disciple (2007, nuevo montaje por Irish Repertory Theatre)[8]
- Crooked (2008) – Laney[9]
- Some Americans Abroad (2008) – Katie Taylor
- Stunning (2009 puesta en escena por Lincoln Center Theater) – Lily
- That Face (2010 puesta en escena por Manhattan Theatre Club) – Mia
- Once (2011) – The Girl
- Lazarus (2015) – Elly (New York Theatre Workshop)
- Moscow Moscow Moscow Moscow Moscow Moscow (2017) – Masha (Williamstown Theatre Festival)
- After The Blast (2017) – Anna (Lincoln Center Theater)

### Cine
| Año  | Título                               | Rol                     | Notas        |
| ---- | ------------------------------------ | ----------------------- | ------------ |
| 2007 | Greetings from the Shore             | Didi                    |              |
| 2009 | Year of the Carnivore                | Sammy Smalls            |              |
| 2011 | Ashley                               | Cristin                 | Cortometraje |
| 2012 | Sleepwalk with Me                    | Janet Pandamiglio       |              |
| 2012 | I Am Ben                             | La periodista           |              |
| 2012 | The Brass Teapot                     | Brandi                  |              |
| 2013 | Bert and Arnie's Guide to Friendship | Faye                    |              |
| 2013 | El lobo de Wall Street               | Teresa Petrillo Belfort |              |
| 2014 | The Occupants                        | Lucy                    |              |
| 2015 | It Had to Be You                     | Sonia                   |              |
| 2017 | Breakable You                        | Maud Weller             |              |
| 2020 | Palm Springs                         | Sarah Wilder            |              |

### Televisión
| Año       | Título                        | Papel                       | Notas                                                                                       |
| --------- | ----------------------------- | --------------------------- | ------------------------------------------------------------------------------------------- |
| 2025      | Black Mirror                  | Nanette Cole                | Episodio USS Callister: Into infinity                                                       |
| 2024      | El Pingüino                   | Sofía Gigante / El Ahorcado | Miembro de elenco principal                                                                 |
| 2024      | Hit-Monkey                    | Iris McHenry                | Rol de voz; segunda temporada                                                               |
| 2023      | Teenage Euthanasia            | Juggsaw                     | Rol de voz; episodio "Viva La Flappanista"                                                  |
| 2023      | Bob's Burgers                 | Alice                       | Rol de voz; episodio "Radio No You Didn't"                                                  |
| 2022      | Made for love (HBO Max)       | Hazel Green-Gogol           | 8 episodios                                                                                 |
| 2022      | The Resort                    | Emma Reed                   | Miembro de elenco principal                                                                 |
| 2021      | Death to 2021 (Netflix)       | Kathy Flowers               | Miembro de elenco principal                                                                 |
| 2021      | Made for love (HBO Max).      | Hazel Green-Gogol           | 8 episodios                                                                                 |
| 2021      | The Simpsons                  | Barb                        | Rol de voz; episodio "A Serious Flanders"                                                   |
| 2020      | Death to 2020 (Netflix)       | Kathy Flowers               | Miembro de elenco principal                                                                 |
| 2020      | Mythic Quest: Raven's Banquet | Bean                        | Episodio: "A Dark Quiet Death"                                                              |
| 2019      | Modern Love                   | Maggie                      | 2 episodios                                                                                 |
| 2017      | Black Mirror                  | Nanette Cole                | Episodio: "USS Callister"                                                                   |
| 2016      | Los hermanos Venture          | Kate / Sirena               | 2 episodios. Voz                                                                            |
| 2015-2016 | The Mindy Project             | Whitney                     | 5 episodios                                                                                 |
| 2015      | Fargo                         | Betsy Solverson             |                                                                                             |
| 2014      | A to Z                        | Zelda                       | Elenco principal                                                                            |
| 2013−2014 | How I Met Your Mother         | Tracy McConnell "La madre"  | Elenco principal en la novena temporada.                                                    |
| 2013      | 30 Rock                       | Abby Flynn/Grossman         | Episodio: "TGS Hates Women"                                                                 |
| 2006−2007 | The Unusuals                  | Retratista                  | Episodios: "The E.I.D." y "42"                                                              |
| 2006−2007 | Los Soprano                   | Catherine Sacrimoni         | Episodios: "Stage 5" (2007), "Moe n' Joe" (2006) y "Mr & Mrs John Sacrimoni Request" (2006) |
| 2006      | 3 lbs                         | Megan Rafferty              | Episodio: "Bad Boys"                                                                        |

## Reconocimientos
| Año  | Premio                                          | Categoría                                                                 | Trabajo         | Resultado | Ref.   |
| ---- | ----------------------------------------------- | ------------------------------------------------------------------------- | --------------- | --------- | ------ |
| 2011 | Lucille Lortel Award                            | Mejor actriz principal                                                    | Stunning        | Nominado  | [ 10 ] |
| 2012 | Tony Awards                                     | Mejor Actriz en un Musical                                                | Once            | Nominado  | [ 11 ] |
| 2012 | Lucille Lortel Award                            | Mejor actriz principal                                                    | Once            | Nominado  | [ 12 ] |
| 2013 | Grammy Awards                                   | Mejor Álbum de Teatro Musical                                             | Once            | Ganador   | [ 13 ] |
| 2016 | Critics' Choice Awards                          | Mejor Actriz de Reparto en Película / Miniserie                           | Fargo           | Nominado  | [ 14 ] |
| 2018 | MTV Movie & TV Awards                           | La actuación más aterradora                                               | Black Mirror    | Nominado  | [ 15 ] |
| 2018 | Lucille Lortel Award                            | Mejor actriz principal en una obra de teatro                              | After the Blast | Nominado  | [ 16 ] |
| 2021 | Critics' Choice Super Awards                    | Mejor Actriz en una Película de Ciencia Ficción/Fantasía                  | Palm Springs    | Ganador   | [ 17 ] |
| 2021 | Hollywood Critics Association Film Awards       | Actuación destacada - Actriz                                              | Palm Springs    | Ganador   | [ 18 ] |
| 2021 | Hollywood Critics Association Television Awards | Mejor Actriz en Serie de Comedia en Streaming                             | Made for Love   | Nominado  | [ 19 ] |
| 2025 | Golden Globe Awards                             | Mejor Actriz – Miniserie o Película para Televisión                       | The Penguin     | Nominado  | [ 20 ] |
| 2025 | Satellite Awards                                | Mejor Actriz en Miniserie, Miniserie o Película para Televisión           | The Penguin     | Nominado  | [ 21 ] |
| 2025 | Saturn Awards                                   | Mejor Actriz de Reparto en Televisión                                     | The Penguin     | Ganador   | [ 22 ] |
| 2025 | Critics' Choice Awards                          | Mejor Actriz de Miniserie o Película para Televisión                      | The Penguin     | Ganador   | [ 23 ] |
| 2025 | Independent Spirit Awards                       | Mejor interpretación principal en una nueva serie con guion               | The Penguin     | Nominado  | [ 24 ] |
| 2025 | Screen Actors Guild Awards                      | Mejor interpretación femenina en una miniserie o película para televisión | The Penguin     | Nominado  | [ 25 ] |